# Mortierella microzygospora
Mortierella microzygospora är en svampart som beskrevs av Degawa 1998. Mortierella microzygospora ingår i släktet Mortierella och familjen Mortierellaceae.   Inga underarter finns listade i Catalogue of Life.